# Patch-clamptechniek
De patch-clamptechniek is een manier uit de elektrofysiologie om ionenstromen in ionkanalen die zich in de celmembraan bevinden, op te meten.
In klassieke patch-clamptechniek wordt een capillair glas bewogen op de celmembraan om een strakke verbinding (Gigaseal) te vormen. De recente ontwikkelingen vervingen de pipet met een vlakspaandersubstraat.
Een voordeel van de patch-clamptechniek ten opzichte van de neurochip is dat men direct aan de cel kan meten; een nadeel is dan weer dat de cel wordt beschadigd.

De 4 vormen van patch-clamping

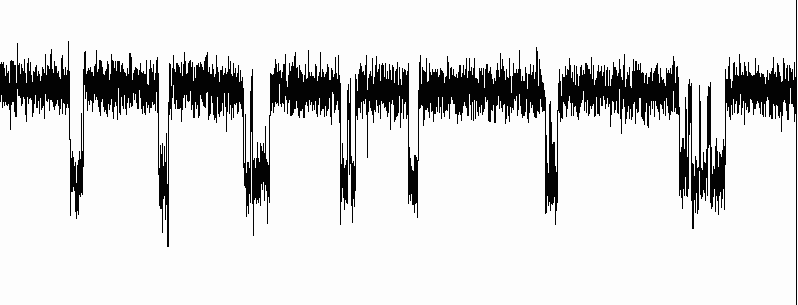
Stroom door één ionkanaal. Het kanaal schakelt snel en deels willekeurig heen en weer tussen de open en de dichte toestand

Er bestaan 4 vormen van 'patch-clamping'.
- Celbevestigde opname

De celmembraan wordt voorzichtig tegen het pipet aan gezogen. Membraan blijft intact.
- Gehelecelopname

De celmembraan wordt 'kapotgezogen' waardoor het pipet de beide membraandelen met elkaar verbindt.
- Inside-outopname

Een stukje celmembraan wordt uit de gehele membraan gezogen waardoor het mogelijk is een enkel ionkanaal te meten.
- Outside-outopname

Een stukje celmembraan wordt uit de gehele membraan gezogen en doormidden gescheurd waarna de andere uiteinden aan elkaar gehecht worden zodat het mogelijk is te meten hoe de kanaalactiviteit wordt beïnvloed door extracellulaire chemische signalen, zoals neurotransmitters.
De patch-clamptechniek is in de jaren 1970 en 1980 ontwikkeld door de biofysicus Erwin Neher en de fysioloog Bert Sakmann. Zij ontvingen er in 1991 de Nobelprijs voor de Fysiologie of Geneeskunde voor.